# Laloux
Pour les articles homonymes, voir Laloux (homonymie).
Laloux est un village faisant partie de la ville belge de Rochefort située en Région wallonne dans la province de Namur.
Il fait partie de l'ancienne commune de Mont-Gauthier qui est aujourd'hui une section de la commune de Rochefort.